# Доказательства дворянского происхождения

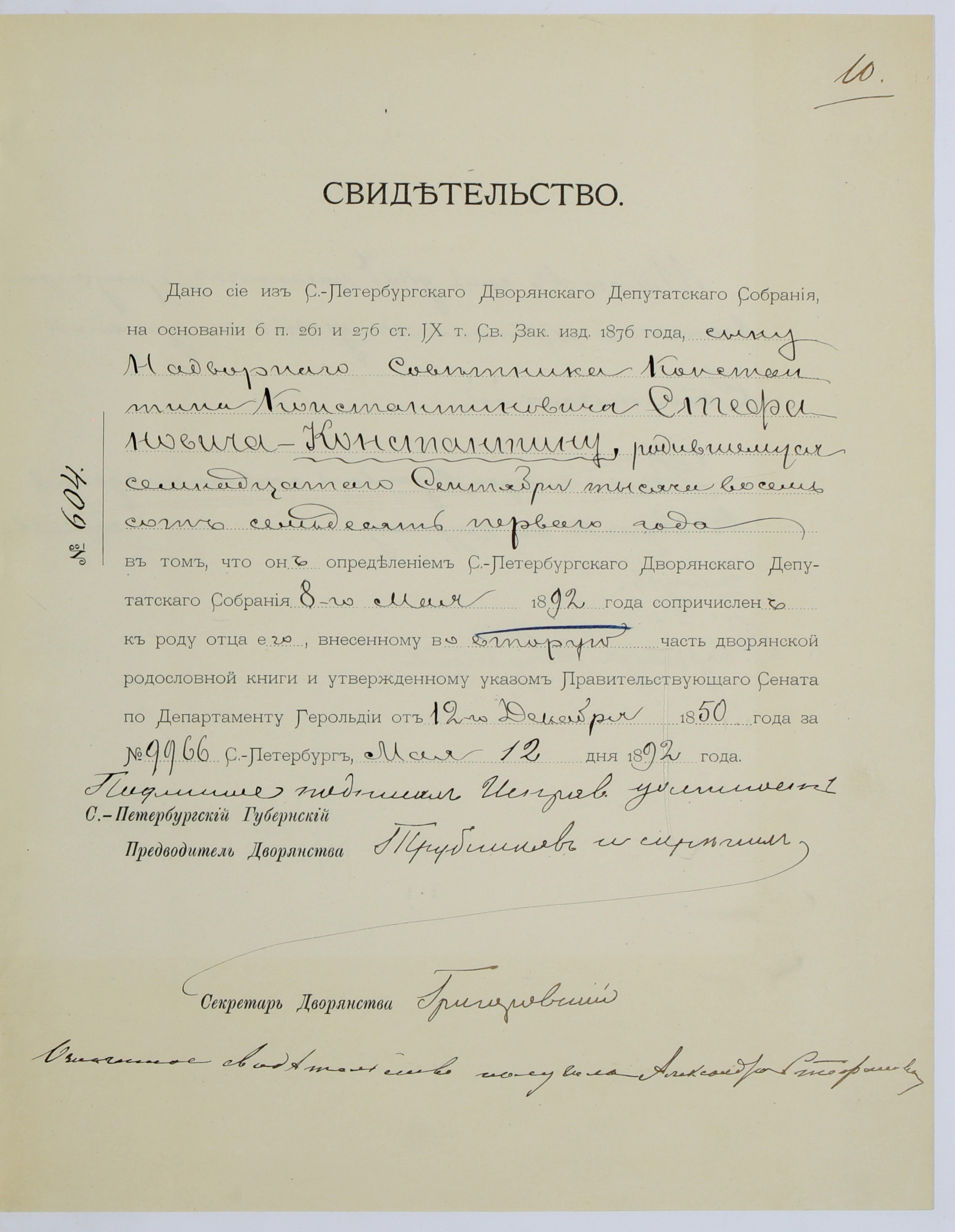
Свидетельство о принадлежности к дворянскому роду

Доказательства дворянского происхождения — установленные законодательством Российской Империи неопровержимые доказательства причисления лиц и родов к дворянскому сословию.
Определённые законами доказательства дворянского происхождения условно подразделялись на:
- общие доказательства, распространявшиеся на всё дворянство в целом;
- доказательства, применявшиеся для определённых категорий дворян.

## Общие доказательства дворянства
Историк Г. Ф. Миллер, по указу Императрицы Екатерины II, которая озаботилась составлением Жалованной грамоты дворянству, впервые обратился к проблематике определения причисления лиц и родов к дворянскому сословию и приводит в труде: «Известия о дворянах Российских» (1790) четыре способа доказательства принадлежности к дворянскому сословию:
1) родословные книги;
2) владение деревнями;
3) служба собственная и предков;
4) жалованные дипломы.
Изданная (1785) Жалованная грамота (ст. 84) определила: «Всякий благородный род представить имеет доказательства своего достоинства или в подлиннике, или засвидетельствованною копией». Грамота отмечая, что «доказательства же благородства суть многочисленны и более зависят от испытания древности, прилежного изыскания и рассмотрения доказательств, нежели новых предписаний», тем не менее, утвердила (ст. 92) список доказательств, не отвергая и других возможных неоспоримых доказательств.
Эти доказательства с небольшими изменениями и дополнениями вошли во все издания Свода законов Российской империи.
В соответствии (ст. 52) доказательствами дворянского состояния являются:
1) Жалованные грамоты на дворянство или на титулы князей, графов и баронов — статья (№ 53) признавая грамоты Российских Государей и привилегии королей Польских за главнейшие доказательства дворянства, вместе с тем требовала, чтобы соискатели на дворянство подтверждали документами, что они действительно происходят от тех предков, которые жалованы этими грамотами и привилегиями. Статья устанавливала, что силу дворянских грамот имеют также свидетельства на княжеское и дворянское достоинство, выданные временными комиссиями, учреждёнными (1846) в Тифлисе и Кутаиси, для определения княжеских и дворянских фамилий в бывших Грузии, Имеретии и Гурии после вхождением грузинского дворянства в состав российского.
2) Дворянские родословные книги и списки, содержимые департаментом Герольдии — данное доказательство отсутствовало в Жалованной грамоте дворянству, так как именно грамотой они и вводились.
3) Жалованные от Государей гербы — статья (№ 55. Св.зак.1910) поясняла, что употребление дворянского герба в какой либо фамилии может служить доказательством дворянства только тогда, когда вместе с тем будет доказано, что лица, употребляющие этот герб, происходят действительно от предков, которым дворянство было пожаловано по грамоте или привилегиям.
4) Патенты на чины, приносящие дворянское достоинство — статья (№ 59. Св.зак.1910) добавляла, что доказательством дворянского состояния для детей чиновников, состоящих в чинах или классах, с которыми сопряжено потомственное дворянство, признаются послужные списки их отцов, за подписанием начальства или организации, в котором они проходили последнюю службу, или если они вышли в отставку, то справку в которой прописано все их службы. Статья (№ 61. Св.зак.1910) дополняла также, что удостоверение о дворянском происхождении детей дворян казачьих войск основывается на свидетельстве из формулярных списков отцов, с обязательным показанием времени рождения их сыновей.
5) Доказательства, что кавалерский российский орден особу украшал.
6) Доказательства через жалованные или похвальные грамоты — статья (№ 58 Св.зак.1876) уточняла, что похвальные грамоты, жалуемые целому обществу, городу или лично купцу, не должны служить ни для какого частного лица доказательством на дворянство.
7) Указы на пожалование земель или деревень — статья (№ 56. Св.зак.1910) уточняла, что указы на пожалование землями принимаются в числе доказательств на дворянство только в том случае, если земли эти были даны за службу и обратились уже в потомственное владение на дворянском праве. Не принимались за доказательство указы, которые даны на земли для водворения и разведения хлебопашества и других хозяйственных заведений, или состояли во временном пользовании при исполнении должности. Также не принимались за доказательства документы, данные на земли дворянами от Польши возвращённых губерний людям, находившимся у них в услужении шляхтичей, если не будут представлены другие документы, свидетельствующие о действительном их происхождении от предков, пользовавшихся правами дворянства.
8) Верстание по дворянской службе поместьями (поместные оклады).
9) Указы или грамоты на пожалование из поместья вотчинами.
10) Указы или грамоты на пожалование деревни и вотчины, хотя бы они выбыли из роду.
11) Указы, наказы или грамоты, данные дворянину на посольство, посланничество или иную посылку.
12) Доказательства о дворянской службе предков и написании в десятнях из дворян и детей боярских.
13) Доказательство, что отец и дед вели благородную жизнь, или состояние, или службу, сходственную с дворянским званием — аналогичный этому пункт (12 ст.92. Жалованной грамоты) включал в эти доказательства и «свидетельство о том 12 человек благородных, о дворянстве коих сомнения нет». В позднейшей редакции это доказательство отсутствует, но (ст. 57. Св.зак.1910) дополняет, что в подкреплении прочих доказательств может быть приемлемо свидетельство 12 благородных особ благородной жизни предков отыскивающего дворянство, но само по себе это свидетельство, равно как метрики о крещении и ревизские сказки, не составляют доказательства.
14) Купчие, закладные, рядные и духовные о дворянском имении.
15) Доказательства, что отец и дед владели деревнями.
16) Доказательства поколенные и наследственные, восходящие от сына к отцу, деду, прадеду и так выше, сколько могут показать или пожелают — Статья (№ 58. Св.зак.1910) дополняла, что принадлежность лица, отыскивающего дворянство, к роду, признанному уже дворянским, и близость степеней родства удостоверяются свидетельством членов того рода, а когда никого из них нет в живых, то свидетельством, других находящихся в службе знатных особ.
17) Внесение рода департаментом Герольдии в Общий дворянским родам гербовник.
18) Всякие иные, сверх перечисленных, могущие отыскаться справедливые и неоспоримые на дворянство доказательства — статья (№ 60. Св.зак.1910) разъясняла, что приведённые выше доказательства принимаются от лиц всех состояний и имеют равную для всех силу.

## Доказательства от жителей Малороссии, Польши и Западных губерний
Статьи (№ 62-67. Св.зак.1910) уточняли какие доказательства принимаются от дворян из Малороссии, Великого княжества Литовского и королевства Польского.
Доказательством дворянства малороссиян принимались (ст. 62. Св.зак.1910):
- жалованные грамоты от Российских царей и Великих князей;
- данные Гетманами за службу универсалы на недвижимые имения;
- универсалы или патенты бывшей Малороссийской коллегии на приведённые в (ст.30) чины, принимаемые в доказательства (см. ниже).

В случае утраты подлинных документов принимались в число доказательств от потомков малороссийского дворянства выписки из книг присутственных мест с жалованных от Российских царей и Великих князей грамот, с универсалов Гетманов и бывшей Малороссийской коллегии на чины и недвижимые имения (ст.63. Св.зак.1910).
Однако при этом требовалось, чтобы:
1) книги или акты, с которых делались выписки, были древние и существовали ещё до упразднения Малороссийской коллегии;
2) в этих выписках содержались ясные, не подлежащие сомнению доказательства, что предок имел чин, приведённый в (ст.30), или что ему были пожалованы поместья или вотчины;
3) верность выписки, а также подлинность и древность книги или акта, из которых она была сделана, были засвидетельствованы.
Кроме означенных в (ст. 62-63) документов, доказывающий дворянство обязан был представить (ст.64. Св.зак.1910):
1) Родословную, удостоверяющую, что он происходит по прямой нисходящей линии в законных браках от предков, имеющих на основании тех статей право на потомственное дворянство. Родословная должна была быть засвидетельствована Предводителем дворянства и утверждена Духовной консисторией на основании метрических книг.
2) Свидетельство Казённой палаты, что ни он, ни предки его не состояли в подушном окладе. При этом этим требованием не отнималось право у тех, которые были в него положены, доказывать своё дворянское происхождение.
3) Свидетельство Предводителя дворянства, удостоверяющее, что проситель поведения хорошего и ведёт жизнь, приличную благородному званию.
Примечание к этой статье (ст.67. Св.зак.1876) определяло, что не представившие (до 01.01.1839) доказательств на потомственные дворянство и не приобретшие по гражданским обер-офицерским чинам дворянства, должны были по миновании этого срока немедленно обращены в казачье сословие с запрещением именоваться впредь дворянами, но при этом не лишались права доказывать своё дворянство впоследствии.
Доказательством дворянства потомков лиц, имевших в великом княжестве Литовском и королевстве Польском звания и должности, дававшие дворянство, принимались:
1) Акты определения в эти звания и должности, а когда их нет — другие документы, из которых явствовало, что лицо было облечено тем званием или состояло в той должности. Относительно должностей Подвоеводы, Подстаросты и Писаря гродского, Регента, Вице-регента и Возного: кроме самого акта назначения на должности и других бумаг, доказывающих это, требовалось ещё представление официальных списков чиновников или других современных бумаг, доказывающих, что лицо, на имя которого был выдан документ, действительно исполняло означенную должность. Для должности Возного требовалось представление также удостоверения, что он не состоял записанным в списке ни одного из податных состояний.
2) В доказательство дворянского происхождения принимались документы о том, что предок отыскивающего дворянство лица (до 1795) занимал должность или состоял в чине или звании, хотя бы в числе означенных (ст.31) должностей и чинов не поименованных, но жалуемым королевскою грамотой, если таковое звание, должность или чин давали ему первенство перед бесчиновной шляхтой на Сеймах, или место между Сановниками и Дигнитариями королевства.
3) Из патентов на военные чины за доказательство дворянского происхождения принимались только те, которые после состояния Конституции (1776), подписаны самими Королями, и до того времени и Гетманами, и в которых жалуемое в офицерский чин или повышаемое в нём лицо именовалось урождённым (urodzony, generosus).
4) Постановленное в пункте № 3 правило равным образом распространялось на королевские патенты, дипломы и другие акты на гражданские чины, и поэтому королевский акт, где лицо, жалуемое или назначаемое к должности не названо урождённым, для принятия его в доказательство дворянского происхождения должен был быть дополнен другими доводами, удостоверяющими, что лицо это пользовалось правами и преимуществами дворянства, а именно что:
а) оно участвовало в дворянских выборах или Сеймиках;
б) владело по праву вотчинному или заставному земским, хотя и не населённым имением, подлежащим земскому праву;
в) в актах земских и градских, подкоморских и других, исключительно дворянских, именуемо было урождённым. В число этих актов не допускались заочные судебные решения, приговоры к изгнанию.
5) Упоминаемое в пунктах № 3 и 4 ограничение в отношении слова «урождённый» не распространялось:
а) на случаи, когда доказывалось происхождение от лиц, занимавших высшие государственные должности, почётные звания, а также гражданские и военные чины. В этом случае предметом рассмотрения могла быть только подлинность представленных королевских грамот или действительность других актов, удостоверяющих, что лицо, от которого происхождение доказывается, занимало одну из тех должностей или званий.
б) на документы о пожаловании просителю или предку его герцогом Варшавским или королём Саксонским польского военного чина, если пожалованное лицо вступило потом в состав войск Царства Польского тем же чином.
6) Акты должны были представляться:
а) в подлиннике или в копиях с документов, в древнем Коронном архиве и прежнем архиве великого княжества Литовского (Метрике Литовской) хранящихся. Эти копии должны были быть скреплены и засвидетельствованы установленным порядком.
б) в копиях и выписках из актов, помещённых в так называемом собрании законов (Volumia Legum) или в Дневнике законов Царства Польского. Департамент Герольдии при утверждении в дворянстве уроженцев западных губерний должен был требовать от предъявляющих выписи из книг присутственных мест Царства Польского и из архивов Галиции и Познани, чтобы эти выписи были заверены (ст.66. Св.зак.1910):
1) выданные из книг присутственных мест губерний Царства Польского местным губернатором;
2) выданные из архивов Галиции и Познани главным начальством края, с засвидетельствованием подписей на них находящимися в С.-Петербурге Австрийским и Прусским посольствами через Министерство иностранных дел.
Примечание к этой статье устанавливало двухлетний срок, доказательства прав на дворянство для уроженцев Западных губерний, означенных в указе (17.04.1857), и тех, которые возвратятся из за границы или из мест ссылки на основании указов (02 июня и 26 августа 1856), считая этот срок для первых с 17.04.1857, а для вторых — со дня прибытия их на родину. Для малолетних этот срок считался со дня достижения ими совершеннолетия. Статья (№ 67. Св.зак.1910) говорила, что выписи из актовых книг, истреблённых пожаром или другими случаями, не принимаются в доказательство дворянского происхождения лиц бывшей польской шляхты.
Согласно (ст.52. Св.зак.1910) особые правила установлены были для дел об утверждении в дворянстве по чинам и привилегиям Молдавским (29.01.1845) .

## Доказательства от дворян Закавказского края
Относительно Закавказья статья (№ 71. Св.зак.1876) устанавливала: что, кроме природных тамошних князей и дворян, дозволяется принимать прошения и доказательства от выходцев из Персии и Турции, в Закавказье проживающих, и на жительство туда прибыть могущих, и имеющих свидетельства на знатность своего происхождения, но запрещается утверждать кого-либо в дворянстве по грамотам и свидетельствам, выданным или выдаваемых из Эчмиадзинского синода, за подписанием католикоса или армянского Патриарха.
В примечании к этой статье было сказано, что для окончательного признания так называемых тавадских или княжеских азнауров бывших Имеретин и Гурии в российском дворянском достоинстве полагается необходимым условием разделение по имению, им принадлежащему, между ними и князьями, в зависимости от которых они находились. Разделение производилось согласно Положению (от 29 июня 1861) о размежевании Закавказского края, на основании особо постановленных правил. Примечание содержало, что дарованное (1867) Мингрельским тавадам и азнаурам, право выбора представителей дворянства не служит решением признания их в дворянстве.
В продолжении (ст.71. Св. Зак. 1886) дано новое примечание, которое постановило, что тавадам и азнаурам бывшего княжества Мингрелии присвоено: первым — княжеское, а последним — дворянское достоинство Российской империи. Лица, принадлежащие к тавадским и азнаурским родам, удостоенные Высочайшего утверждения в княжеском и дворянском достоинствах, записаны были в особом посемейном этих родов списке. Лица, не утверждённые в княжеском и дворянском достоинствах, подлежали записи в оклад, но им не запрещалось доказывать своё княжеское или дворянское достоинство в установленным порядке, как и утверждённым в дворянстве доказывать своё княжеское достоинство. Высочайшим указом (1901) было предписано приостановить производство в Кутаиском Дворянском депутатском собрании и в Правительствующем сенате дел о признании и утверждении в княжеском и дворянском Российской империи достоинствах лиц, принадлежавших к высшему сословию бывшего княжества Мингрелии, впредь до разрешения в законодательном порядке вопроса о переустройстве упомянутого депутатского собрания (ст.69, прим., Св.зак.1910). Беспокойство законодателей вызвал удельный вес грузинских князей в Российской империи, так среди утверждённых (к 1908) княжеских родов более 49 % составляли грузинские княжеские роды от природных российских княжеских родов.

## Доказательства, принимаемые от греков и магометан
Статья (№ 72. Св.зак.1876) устанавливала, что из числе проживающих в России греков признаются дворянами с их потомством те:
1) предки которых или они сами вступив в Российское подданство и, находясь в службе, приобрели или приобретут чины или ордена, приносящие на основании общих законов дворянское достоинство, исключая лиц купеческого сословия, когда они, по времени пожалования орденов, подходят под действие ст.37.
2) которые до издания указа (29 января 1805) переселились в Россию и по представленным от них доказательствам признаны уже, вследствие определения депутатского собрания, дворянами, в этом качестве приобрели, законною покупкой или наследством, недвижимые дворянские имения и ими владеют, хотя чинов и орденов не имели.
Все греки, которые по установленным правилам не могли быть признаны в дворянстве, считались иностранцами.
Статья (№ 73. Св.зак.1876) предоставляла магометанам, обитающим на Крымском полуострове, те же права, которые представлены грекам, и сверх того признавала дворянами и тех из них, которые при покорении Крыма владели землями и потом находились в службе по выборам дворянства. Происхождение же от них потомков и дворянское их состояние должны были быть доказаны метрическими свидетельствами Магометанского духовного правления (со времени введения у магометан метрических книг), или основанною на достоверных сведениях родословною за подписанием предводителя дворянства и состоящих уже в дворянском достоинстве ближайших родственников просителей, или документами о владении наследственными от предков недвижимыми имениями.
Согласно статье (№ 74 Св.зак.1876) к доказательствам, означенным в статьях (№ 72 и № 73), должно было быть присовокуплено:
1) свидетельство дворян, не менее 12 и Предводителя дворянства, что образование и род жизни просителей приличен благородному званию.
2) удостоверение, что ни сами просители, ни отец, ни дед их не состояли и не состоят в подушном окладе и не были лишены прав дворянских по закону.
Правилами, изложенными (ст.73 и 74), должно было руководствоваться и в порядке возведения в дворянское достоинство потомков бейских (бекских) фамилий в Крыму.
Мурзам казанским и литовским татарам (ст.75. Св.зак.1876) предоставляла равные с греками права и преимущества (ст.72, п.1) прибавляя, что тем из них, отцы и деды или прадеды которых состояли в подушном окладе, когда и сами они в нём состоят, возвращать утраченное дворянское достоинство на праве однодворцев (ст. 337), если о дворянстве предков предоставят доказательства предписанные (ст. 54), а о происхождении своём удостоверения, по ст.73 и 74 от крымских татар требуемые.
Сверх этого, из литовских татар признаются дворянами и те, предки которых служив в бывших польских войсках, владели земскими поместьями и по этой службе и владению пользовались дворянскими правами и преимуществами, а также те, который, при поступлении в Российское подданство, имели дворянские недвижимые имения. В удостоверение чего должны быть представлены на эти имения надлежащие акты, или другие доказательства владения ими в то время, а на чины и звания предков — королевские привилегии.
Примечание к этой (ст.75. Св.зак.1876) установило, что дети магометан, прижитые ими от законных жён, когда это подтверждается особым удостоверением Магометанского духовного правления, пользуются всеми правами их отцов.

## Рассмотрение доказательств
Жалованная грамота (ст. 85) предоставляла право рассмотрения доказательств Дворянскому депутатскому собранию, которое состояло из губернского предводителя дворянства и уездных депутатов (по 1 от каждого уезда). Депутатское собрание при нахождении большинством в 2/3 голосов доказательств достаточными вносило род в родословную книгу и давало о том грамоту. Представление доказательств в Герольдию предусматривалось лишь по просьбе просителя, в случае его недовольства рассмотрением дела в Депутатском собрании (ст.87. Жалов. грам.). Позднее права Депутатского собрания были значительно ограничены. Согласно (ст.106. Св.зак. 1832) право, предоставленное Депутатским собраниям в отношении рассмотрения доказательств, заключалось в единственном, чтобы признать членом дворянского общества только того, который доказал уже, что он дворянин, но не вновь возводить или восстанавливать в это достоинство. Поэтому все те, которые просили вновь дворянства, должны были предъявлять доказательства свои в департамент Герольдии.
Статья (№ 357. Св.зак.1910) гласила, что определения Депутатского собрания подлежат ревизии департамента Герольдии, за исключением документов тех лиц, которые приобрели дворянство по чинам в порядке службы.
На ревизию департамента Герольдии не представлялись определения Депутатских собраний (ст.359. Св.зак.1910) о:
1) перенесении дворян из родословной книги одной губернии в ту же часть родословной книги другой губернии;
2) причислении лиц к утверждённым уже в дворянстве родам.
Последние определения Депутатского собрания представлялись на рассмотрение департамента Герольдии, когда к дворянству причислялись лица, законное рождение которых не было своевременно записано, в метрических книгах или когда причисляемые к дворянству родились до рассмотрения департаментом Герольдии дела об утверждении их предков в дворянстве, но документы этих причисляемых не были в виду Герольдии при утверждении. Исключение составляли губернии: Киевская, Волынская, Подольская, Виленская, Минская, Гродненская, Ковенская, Витебская и Могилёвская, где определения Депутатского собрания о причислении к дворянским родам из бывшей польской шляхты лиц, родившихся после утверждения рода в дворянском достоинстве, подлежали ревизии департамента Герольдии (прим. к ст.359 Св.зак.1910).

## Чины принимаемые в доказательства

### Российское государство
Бояре, окольничие, думные дворяне, стольники, стряпчие, дворяне, жильцы, дети боярские.

### Королевство Польское и великое княжество Литовское
Государственные чины: Воеводы, Старосты Самогитского, Каштелян высший и низшего разрядов, Обер-гофмаршал, Надворный Маршал, Великий гетман, Польный гетман, Обер-канцлер, Подканцлер (товарищ канцлера), Великий подскарбий, Надворный подскарбий, Коронный секретарь, Референдарий (помощник канцлера), Великий писарь, Хорунжий, Надворный хорунжий, Мечник, Хранитель королевских драгоценностей (Kostoz Korony), Уголовный прокурор (Instigatorowie), Помощник уголовного прокурора (вице-Инстигатор) коронного войска, Регент (правитель дел высшей и низшей канцелярий), Метрикан, Комиссар, Секретарь, Архивариус, Инстигатора, Кассир и Контролёр комиссий: Финансов, Эдукационной (народного воспитания), Военный и Маршальской или Полиции, Депутаты трибуналов, Асессоры асессорских и референдарских судов. Литовских: Войскового, Пивничего, Мерничаго, Граничного и Коморника великого княжества Литовского.
Придворные чины: Великий подкоморья (обер-камергер), Великий конюший (обер-шталмейстер), Подконюший, Ловчий, Надворный ловчий, Кухмистер, Стольник, Подчаший, Крайчий (кравчий), Подстолий, Чашник, Штамбелян (камергер).
Земские чины: Подкоморий, Старосты, Подвоеводы судебные, Подстаросты, Старосты городские, Судьи городские, Писаря городские, Поветовый маршал, Хорунжий, Земские судьи, Подсудки, Писарь, Регент, Стольник, Подстольничии, Чашник, Подчаший, Ловчий, Меченосцы (мечники), Конюший, Кравчий, Старбники, Обозный стражник, Мостовничий, Будовничий, Лесничий, Струкчаший, Становничий, Подконюший, Деревничий, Ключник, Подключник, Коморник земский, городские Наместники, Бурграбий Краковского замка, Городничий, Трибуна старшего и младшего (Войсцы), Цивуны (Виленского, Трокского и Самогитского), Писарь, Патрон и Адвокат при Трибунах и Регентах асессорского и референдарского судов, Ротмистор, Возного в Литве. Из имевших обер- и штабс-офицерские чины признаются потомственными дворянами лица, кои служили в войсках бывшего герцогства Варшавского и лично вошли потом в состав бывших войск Царства Польского.